# 海州湾
34°55′N 119°17′E / 34.917°N 119.283°E
海州湾位于中国江苏省东北部，山东省南部。是一个半开阔海湾，海底自西向东缓倾，湾口水深，有秦山岛、东西连岛等为天然屏障，海域水深10～20米。西岸有新沭河、蔷薇河等注入。海岸类型主要是粉砂淤泥质海岸，其次是基岩和沙质海岸。中国著名的对外贸易港连云港位于湾口南部。
海州湾生物资源丰富，被誉为中国八大渔场之一。2011年5月，被国家海洋局公布为中国首批国家级海洋公园。
邓小平骨灰于1997年3月2日撒入海州湾海域。